# Sojomerto (Gemuh)
Sojomerto is een bestuurslaag in het regentschap Kendal van de provincie Midden-Java, Indonesië. Sojomerto telt 5287 inwoners (volkstelling 2010).